# Annette Tveter
Annette Tveter (født 1974) er en norsk håndboldspiller. Hun spillede 11 kampe og scorede 8 mål for Norges håndboldlandshold i 1997. Hun vandt en sølvmedalje under VM 1997.